# 佐佐保雄
佐佐保雄（日语：ささ やすお，1907年3月22日—2003年5月16日）是一位日本地質學家、地球科學家和登山家。曾擔任北海道大學名譽教授和日韓隧道研究會榮譽主席。出生於北海道札幌市。父親是函館水產高中校長佐佐茂雄。
曾參與化石燃料等資源開發相關的研究和規劃，以及參與青函隧道建設期間的研究調查。

## 經歷
- 1907年3月22日出生于北海道札幌市。
- 札幌中學（現北海道札幌南高等中學）就讀時開始登山。
- 受到初二班主任田山利三郎的影響，進入了舊制第二高等中學。
- 1930年3月畢業於東京帝國大學理學院地質學系。 同年5月，就任北海道帝國大學理學院助教。
- 1934年11月晋升助理教授。
- 1944年1月獲得北海道帝國大學理學博士學位。“日本北部新生代地層的地層學研究。”
- 1945年7月晋升教授，主持理學院地質礦物學系石油地質學課程。
- 1953年4月，擔任該校科學研究所主任。
- 1970年3月因法定退休年齡而退休，同年5月成为北海道大學名譽教授。
- 1978年4月，他榮獲三级旭日勳章。
- 1982年，就任日本登山協會會長。
- 1983年，他成為舊統一教會有關的組織日韓隧道研究協會的會長。
- 1999年9月17日，榮獲北海道杰出服務獎。
- 2000年，他從日韓隧道研究協會會長的職位上退休，並成為名譽主席。
- 2003年5月16日晚間7时22分，因敗血症在醫院去世，享年96歳。